# Esi Edugyan
Esi Edugyan (Calgary, 1978) è una scrittrice canadese.

## Biografia
Esi Edugyan è nata nel 1978 a Calgary da genitori immigrati dal Ghana; madre infermiera e padre economista. Dopo avere iniziato a studiare giornalismo all'Università di Victoria, è passata all'inglese e alla scrittura creativa laureandosi all'Università Johns Hopkins con la sua prima raccolta di racconti, The Bone House and Other Stories, come tesi di laurea.
Nel 2004 ha esordito nella narrativa con il romanzo The Seconde Life of Samuel Tyne al quale ha fatto seguito nel 2011 Half-Blood Blues, tradotto due volte in italiano e vincitore dell'Anisfield-Wolf Book Award l'anno successivo. Due volte vincitrice del Premio Giller (2011 e 2018), nelle sue opere temi ricorrenti sono la schiavitù, il razzismo, le difficoltà dell'integrazione e i rapporti con le proprie radici.

## Vita privata
Sposata con il poeta Steven Price conosciuto all'Università, la coppia ha due figli e vive a Victoria.

## Opere principali

### Raccolte di racconti
- The Bone House and Other Stories (2001)

### Romanzi
- The Seconde Life of Samuel Tyne (2004)
- Half-Blood Blues (2011)
  - Questo suono è una leggenda, Vicenza, Neri Pozza, 2013 traduzione di Massimo Ortelio ISBN 978-88-545-0603-9.
  - Alla ricerca di Hieronymus Falk, Vicenza, Beat, 2018 traduzione di Massimo Ortelio ISBN 978-88-6559-590-9.
- Le avventure di Washington Black (Washington Black, 2018), Vicenza, Neri Pozza, 2019 traduzione di Ada Arduini ISBN 978-88-545-1800-1.

### Saggi
- Dreaming of Elsewhere: Observations on Home (2014)

## Premi e riconoscimenti
- Booker Prize: 2011 finalista con Questo suono è una leggenda e 2018 finalista con Questo suono è una leggenda
- Premio Giller: 2011 vincitrice con Alla ricerca di Hieronymus Falk e 2018 vincitrice con Le avventure di Washington Black
- Anisfield-Wolf Book Award: 2012 vincitrice nella categoria "Narrativa" con Questo suono è una leggenda
- Women's Prize for Fiction: 2012 finalista con Questo suono è una leggenda